# 1999 (chanson de Prince)
Pour les articles homonymes, voir 1999 (homonymie).
Singles de Prince
Do Me, Baby
(1982) Little Red Corvette
(1983)
1999 est une chanson de Prince extrait de son album éponyme sorti en 1982. La chanson est l'une des plus connues de Prince, et un moment décisif dans son ascension au rang de superstar. La chanson est mieux décrite comme une danse apocalyptique. 1999 a atteint la 12e position au Billboard Hot 100 le 23 juillet 1983.
La chanson, celle de la version album, commence avec une voix lente disant « Don't worry, I won't hurt you. I only want you to have some fun ». Prince chante avec les membres de son groupe The Revolution, Dez Dickerson, Lisa Coleman et Jill Jones. À l'origine conçue pour être une harmonie en trois parties, il a été plus tard décidé de séparer les voix qui ont commencé sur chaque verset.
Prince a créé 1999 autour du riff principal de la chanson Monday, Monday du groupe The Mamas & the Papas. La mélodie du couplet de 1999 a été réutilisée par Prince (écrite sous le pseudonyme Christopher) sur la chanson Manic Monday pour le groupe The Bangles.
Quelques critiques de la musique ont évoqué une similitude qu'il y avait entre la chanson de Phil Collins Sussudio et celle de Prince 1999. Collins lui-même était d'accord avec cette affirmation et se rappelle même l'avoir souvent écoutée pendant qu'il était en tournée avec Genesis.
La Face-B, la ballade au piano How Come U Don't Call Me Anymore? est devenue un titre favori des fans. Elle d'abord a été reprise par Stephanie Mills, ensuite par Joshua Redman, Alicia Keys et interprétée par la gagnante de la 4e saison de l'émission Canadian Idol Eva Avila.
En 1985, 1999 est sorti en disque vinyle 12" aux États-Unis avec le titre Little Red Corvette en face-B, et le titre How Come U Don't Call Me Anymore? / D.M.S.R. au Royaume-Uni.
La chanson a été ré-enregistrée à la fin de l'année 1998 avec le groupe The New Power Generation, réutilisant des parties de l'enregistrement d'origine, et a été publiée l'année suivante sous le nom 1999 : The New Master.
Le Réveillon de la Saint-Sylvestre 1999, Prince (dont le nom de scène a encore changé par un nouveau symbole) a organisé un concert intitulé Rave Un2 the Year 2000 dans sa maison d'édition Paisley Park Records, et jura plus tard de ne plus rejouer là bas. Cependant, en août 2007, dans le cadre de sa tournée Earth Tour, il réintroduit la chanson à son jeu après une absence de huit années.
Le magazine Rolling Stone a classé cette chanson 212e du classement "Les 500 plus grandes chansons de tous les temps selon Rolling Stone".

## Reprises
- Gary Numan a enregistré une version de 1999 au cours des sessions de son album Outland en 1991, mais la chanson a fini par se retrouver sur une face-B de l'un de ses singles paru en 1992, Machine + Soul Part Two. La piste a été republiée sur la réédition 1998 de l'album Machine + Soul.
- Une version a été enregistrée par Bif Naked, Econoline Crush, Age of Electric et Matthew Good et faisait partie d'un CD intitulé 1999 - Year of the Fox publié par CFOX-FM, une station de radio de Vancouver.
- La reprise de la chanteuse américaine Adeva a été ajoutée sur une compilation hommage à Prince Party o' the Times.

## Dans les médias
- Dans la parodie de Weird Al Yankovic du titre Gangsta's Paradise intitulée Amish Paradise, il prononce « tonight we're gonna party like it's 1699 », référence au titre 1999 de Prince.
- Dans la Saison 7 des Simpson, l'épisode Homer le rocker, les chaussures d'Otto lui parlent et disent « Don't worry, we won't hurt you. We just want to have some fun. » (VF: chaussure gauche: « Ne t’inquiète pas. On te fera pas de mal. » / chaussure droite: « On veut seulement passer un bon moment. »[6]), rappelant ainsi les paroles d'introduction de la version longue de l'album.
- L'épisode 12 de la sixième saison des Simpsons fait aussi référence à la pièce alors que Thomas Jefferson affirme, après avoir signé la déclaration d'indépendance: « nous allons célébrer comme si c'était 1799 », parodiant la célèbre ligne de Prince.
- Le groupe Thursday joue le morceau Jet Black New Year, le chanteur Geoff Rickly répète la ligne « gonna party like it's 1999. » à la fin de la chanson.
- Sur la chanson de Will Smith Will 2K, à la fin du premier verset, K-Ci & JoJo commence à chanter « …and we gonna party like it's 19… » avant qu'il ne soit interrompu par un sample d'un album qui sautille, Will s'écriant « Hold up, it is. » (l'album de Will Smith Willennium est sorti le 16 novembre 1999).
- Dans l'épisode L'Enfer, c'est les autres robots de la série Futurama, Fry dit pendant un concert des Beastie Boys « Tonight I'm gonna party like it's 1999—again. »
- Dans la série Phil du futur, à l'épisode Du Phil à retordre, l'un des clones du vice-principal Hackett dit « Let's party like it's 2199! ».
- Dans le jeu vidéo Gears of War 2, il y a un accomplissement appelé « Party like it's 1999 ».
- Après la défaite de Andariel dans Diablo II, on peut parler au commerçant Gheed dans le camp des Rogues et il hurle qu'il fera la fête comme en 999.
- Dans la pièce Mon cou, le groupe québécois Alaclair Ensemble cite 1999 : « On va se faire un party, comme si c'était 1999. »

## Liste des titres
| A. | 1999                              | 3:35 |
| B. | How Come U Don't Call Me Anymore? | 3:54 |

| A. | 1999                        | 6:22 |
| B. | Let's Pretend We're Married | 7:20 |

| A. | 1999     | 6:18 |
| B. | D.M.S.R. | 8:17 |

| 1. | 1999 (Album Version) | 6:22 |
| 2. | 1999 (Edit)          | 3:35 |

## Charts
| Pays             | Chart                 | Position | Réf    |
| ---------------- | --------------------- | -------- | ------ |
| États-Unis       | Billboard Hot 100     | 12       | [ 2 ]  |
| États-Unis       | Hot R&B/Hip-Hop Songs | 4        | [ 7 ]  |
| États-Unis       | Hot Dance Club Songs  | 1        | [ 7 ]  |
| Royaume-Uni      | UK Singles Chart      | 25       | [ 8 ]  |
| Pays-Bas         | MegaCharts            | 14       | [ 9 ]  |
| Belgique         | Ultratop              | 8        | [ 10 ] |
| Australie        | ARIA Charts           | 2        |        |
| Nouvelle-Zélande | Rianz                 | 4        | [ 11 ] |

| Pays       | Chart                   | Position | Réf    |
| ---------- | ----------------------- | -------- | ------ |
| États-Unis | Billboard Hot 100       | 40       | [ 7 ]  |
| États-Unis | Hot Adult Top 40 Tracks | 33       | [ 7 ]  |
| États-Unis | Hot R&B/Hip-Hop Songs   | 45       | [ 7 ]  |
| États-Unis | Rhythmic Airplay Chart  | 13       | [ 7 ]  |
| États-Unis | Top 40 Mainstream       | 36       | [ 7 ]  |
| États-Unis | Top 40 Tracks           | 27       | [ 7 ]  |
| Belgique   | Ultratop (Flandre)      | 29       | [ 10 ] |